# Armeleuteessen

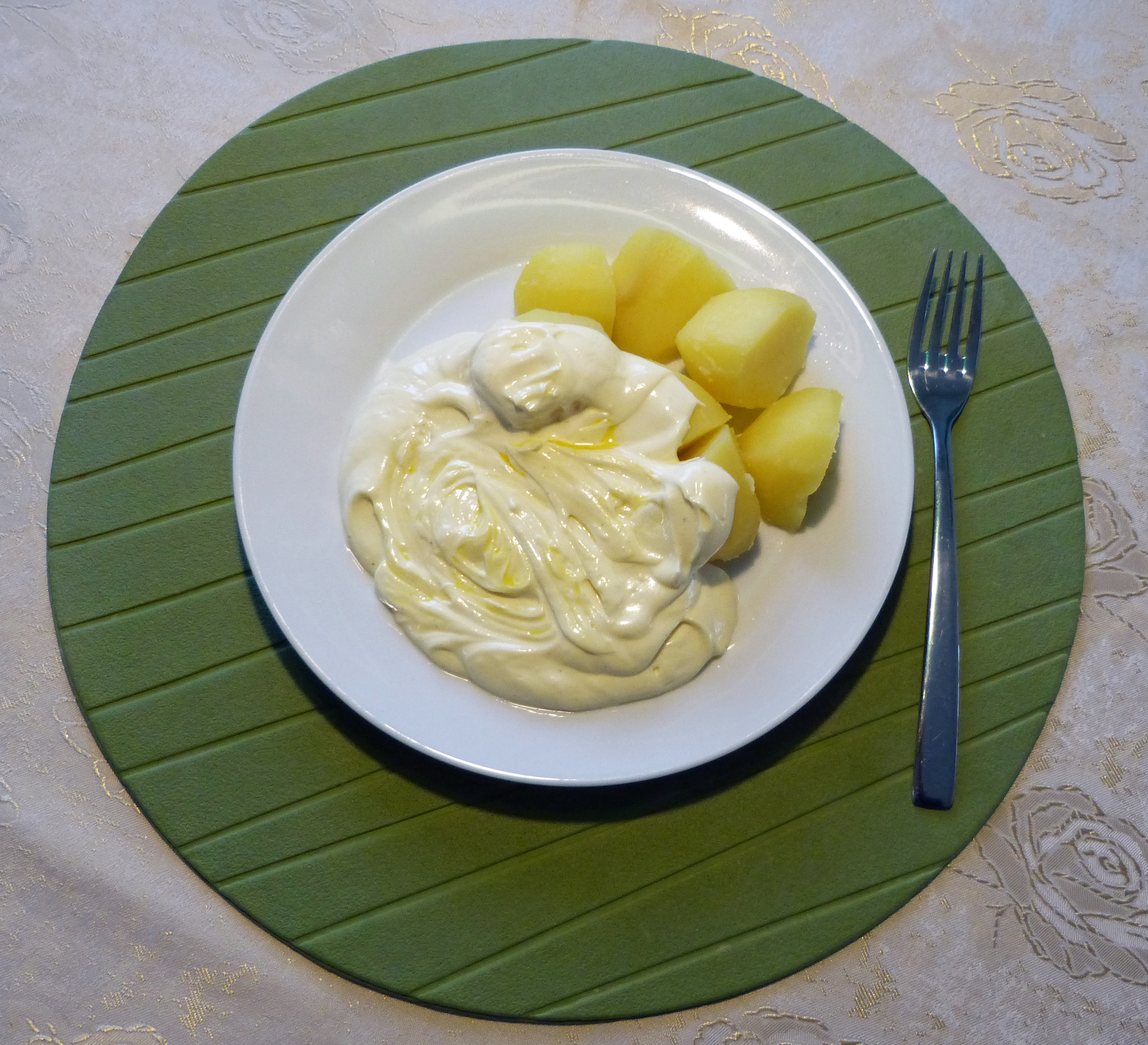
Kartoffel und Quark mit Leinöl, Erzgebirgische Küche

Ein Armeleuteessen ist ein aus sehr einfachen Zutaten bereitetes, bescheidenes Gericht. Teilweise wird der Begriff abwertend verwendet. Beispiele dafür sind Schwarzbrot mit Griebenschmalz, Pellkartoffeln mit Quark und Kartoffelsuppe. Ein Synonym ist die Bezeichnung frugales Mahl.

## Beschreibung
Typisches Essen für arme Familien in Europa waren in früheren Jahrhunderten Kohl, Wurzelgemüse und Getreidebrei. Oft gab es auch Eintopf, in dem Reste verwertet wurden. Viele ursprünglich regional als Arme-Leute-Essen bezeichnete Speisen sind heute allgemein verbreitet, wie Eintopf, Pizza, Gulasch oder Irish Stew.
Durch Änderung der wirtschaftlichen Grundlagen und Gebräuche kommt es auch zu Neubewertungen, was als Arme-Leute-Essen angesehen wird. Die Auster war im Mittelalter in Küstengegenden billiger als frischer Fisch, Schnecken waren billig zu haben, weil arme Leute sie nur einsammeln mussten. Getreidebrei ist als Müsli wieder angesehen und viele essen heute lieber grobes Roggenbrot als feines Weißbrot.